# دينامو زغرب

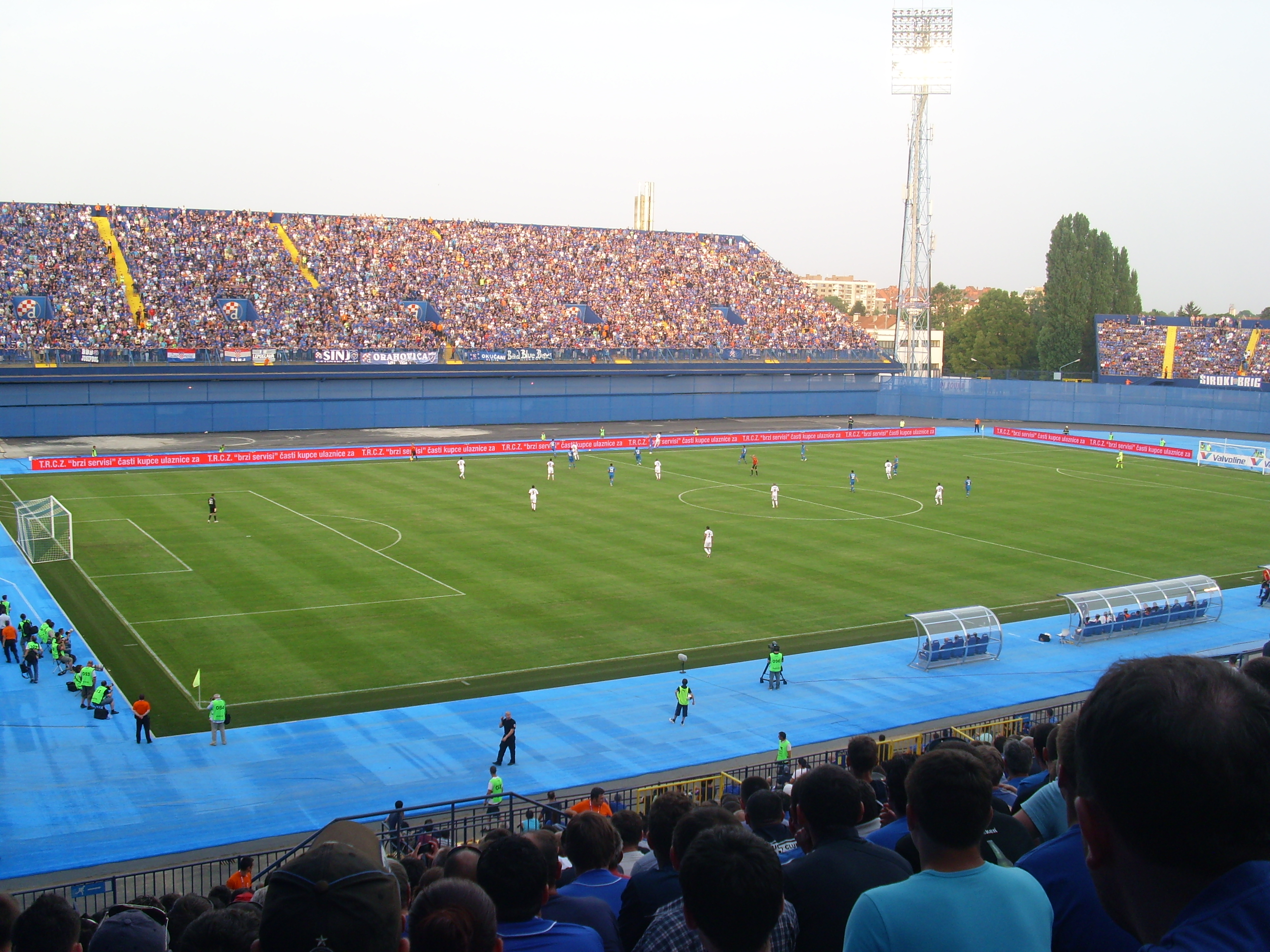
ملعب ماكسيمير الخاص بنادي دينامو زغرب

نادي دينامو زغرب لكرة القدم للمواطنين (بالكرواتية: Građanski nogometni klub Dinamo Zagreb) هو نادي كرة قدم كرواتي من العاصمة زغرب. يلعب الفريق مبارياته المنزلية على ملعب ماكسيمير. وهو النادي الكرواتي الوحيد الذي فاز بمنافسة أوروبية (في 1967)، وفي كل موسم يخوض ما يسمى ب «الديربي الخالد» (Vječni derbi) ضد فريق هايدوك سبليت الذي ينافسه على لقب بطل الدوري، حيث حصل 18 مرة على بطولة الدوري المحلي و14 مرة على كأس كرواتيا.

## وصلات خارجية
- الموقع الرسمي (بالكرواتية) (بالإنجليزية)